# Calochortus panamintensis
Calochortus panamintensis är en liljeväxtart som först beskrevs av Francis Marion Ownbey, och fick sitt nu gällande namn av James Lauritz Reveal. Calochortus panamintensis ingår i släktet Calochortus och familjen liljeväxter. Inga underarter finns listade.